# دوره ودایی

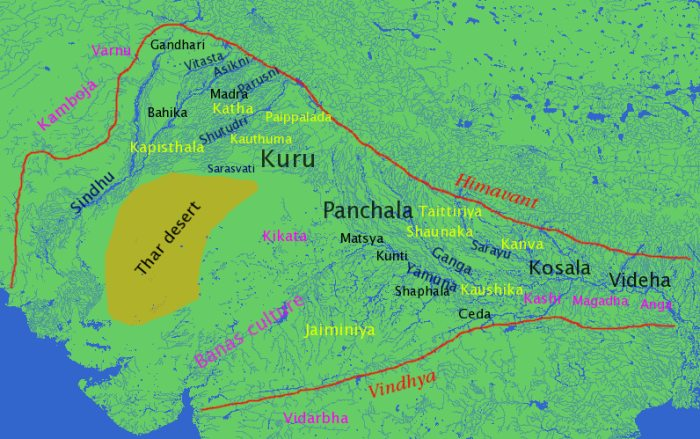
هندوستان در روزگار ودایی

دورهٔ ودایی بازهٔ زمانی‌ای را گویند که در آن وداها کهنترین اثر مقدس هندوآریاییان سروده شد. پژوهشگران این زمان را از هزارهٔ یکم و دوم پیش از میلاد تا سدهٔ ششم پیش از میلاد می‌دانند.
در این دوره اقوام هند و ایرانی هنوز از یکدیگر جدا نشده بودند و زیستی مشترک داشتند. تمدن ودایی در شمال و شمال باختری شبه‌قاره هند شکل‌گرفت و در پایان عمر خویش پادشاهی مهاجنپدس را به خود دید و پس از آن امپراتوری مئوریه -که دورهٔ زرین تاریخ هند باستان است- جانشین آن گشت.
دوره ودایی در هند با حضور آریایی‌ها آغاز می‌شود. منابع اصلی حکمت هند وداها، عبارت از چهار کتاب است: «وداها»، «ریگ ودا» یا کتاب نیایش‌ها، «یاجور ودا» یا کتاب نیایش کنندگان، «ساما ودا» یا کتاب سرودها و «اثروا ودا». از میان این منابع ریگ‌ودا از اهمیت بسیاری برخوردار است.
ریگ‌ودا بر سه وجه تفسیر شده‌است که سومین وجه آن «اوپانیشادها» است که منابع اصلی حکمت هندویی است و بخش فلسفی وداها به شمار می‌رود. «برهمانا» نیز یکی از بخش‌های وداهاست که شامل دستورها قربانی کردن است. «وستو شاسترا» نیز زیرمجموعه این بخش‌ها به شمار می‌رود و این دانشی است در گستره معماری که بین هشت تا ده هزار سال پیش، در «وداها» نگاشته شده‌است.